# Karschia trisetalis
Espèce
Karschia trisetalis est une espèce de solifuges de la famille des Karschiidae.

## Distribution
Cette espèce est endémique du Tibet en Chine. Elle se rencontre dans le xian de Lhozhag.

## Description
Le mâle holotype mesure 16,53 mm et la femelle paratype 25,53 mm.

## Systématique et taxinomie
Cette espèce a été décrite par Fan, Zhang et Zhang en 2024.

## Publication originale
- Fan, Zhang & Zhang, 2024 : « Two new species of Karschia Walter, 1889 from Xizang, China (Solifugae, Karschiidae). » Biodiversity Data Journal, vol. 12, no e129933, p. 1–16 (texte intégral).